# Cardiobatus nivalis
Cardiobatus nivalis là loài thực vật có hoa trong họ Hoa hồng. Loài này được (Douglas ex Hook.) Greene mô tả khoa học đầu tiên năm 1906.